# Сенокос (Благоевградская область)
Сенокос (болг. Сенокос) — село в Благоевградской области Болгарии. Входит в состав общины Симитли. Находится примерно в 13 км к юго-востоку от центра города Симитли и примерно в 25 км к юго-востоку от центра города Благоевград. По данным переписи населения 2011 года, в селе  проживало 40 человек, преобладающая национальность — болгары.

## Население
| Год     | 1934 | 1946 | 1956 | 1965 | 1975 | 1985 | 1992 | 2001 | 2011 |
| ------- | ---- | ---- | ---- | ---- | ---- | ---- | ---- | ---- | ---- |
| Жителей | 511  | 528  | 465  | 300  | 121  | 76   | 72   | 74   | 40   |

|  |